# Elie Hainaut
Elie Hainaut, né le 14 juillet 1868 et décédé le 3 juillet 1922, fut un homme politique socialiste wallon.
Il fut boucher, président de la Fédération Nationale de Bouchers et Charcutiers (1911-22); conseiller communal de Binche et il fut élu député à la Chambre des Représentants pour l'arrondissement de Thuin (1919-21).

## Sources
- Middenstandsbeweging en Beleid in België 1918-1940